# Тюфитка
Тюфитка — река в России, протекает в городском округе Зарайск Московской области. Левый приток Осетра.
Берёт начало около посёлка центральной усадьбы совхоза «40 лет Октября». Течёт на восток. Устье реки находится в 33 км по левому берегу реки Осётр. Длина реки — 13 км. Вдоль течения реки расположены деревни Баребино и Солопово.
По данным Государственного водного реестра России, относится к Окскому бассейновому округу. Речной бассейн — Ока, речной подбассейн — бассейны притоков Оки до впадения Мокши, водохозяйственный участок — Ока от города Каширы до города Коломны, без реки Москвы.